# Goldbüste des Septimius Severus

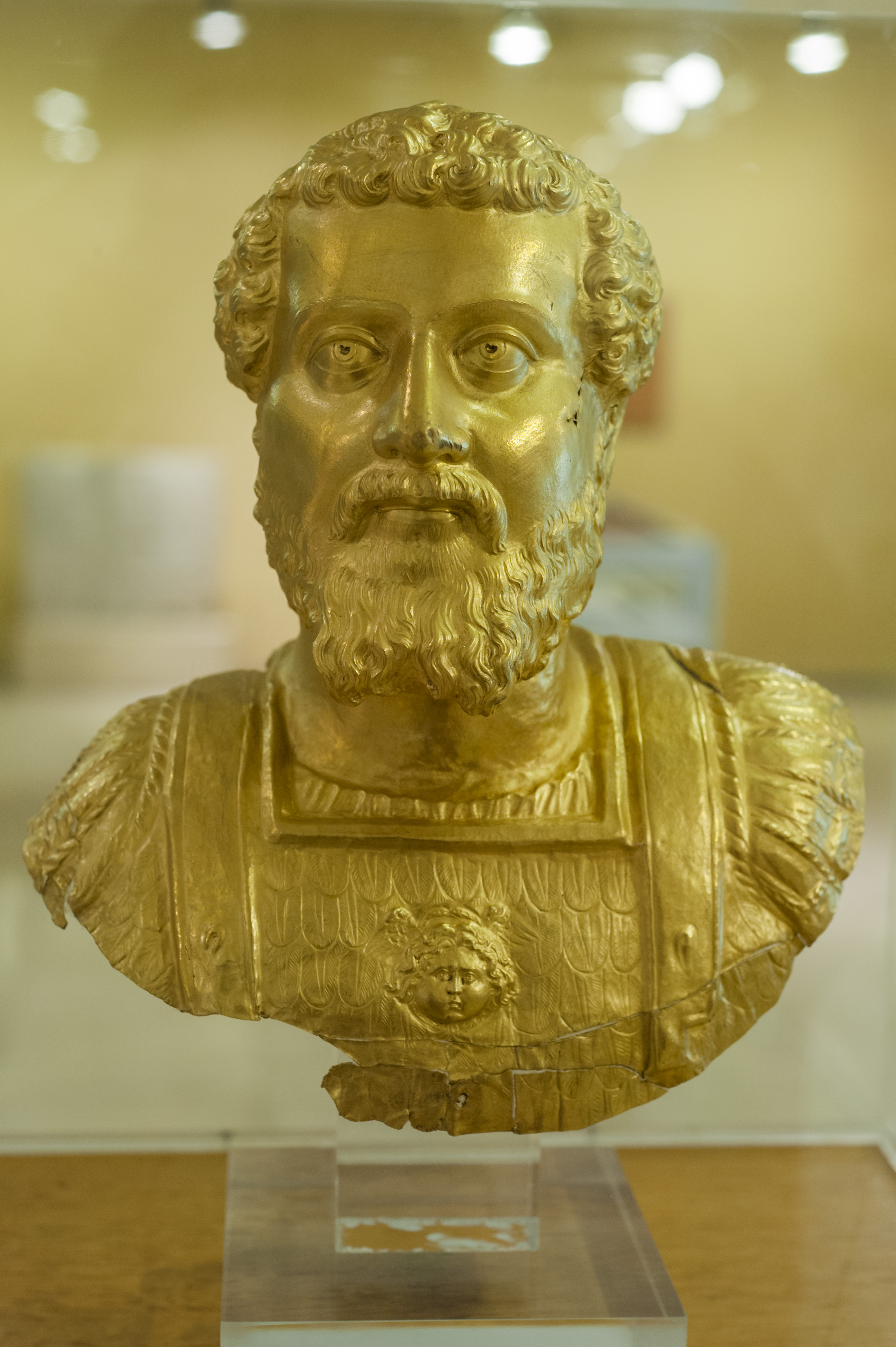
Die Goldbüste im Archäologischen Museum von Komotini

Die Goldbüste des Septimius Severus stellt eine Büste des römischen Kaisers Septimius Severus dar, der einen Schuppenpanzer (Lorica plumata) trägt. Sie wurde 1965 in Griechenland gefunden und befindet sich heute im Archäologischen Museum von Komotini. Sie ist neben der Goldbüste des Mark Aurel die einzige erhaltene, größere Büste aus Gold eines römischen Kaisers.

## Fundort und Fundgeschichte
Die Goldbüste wurde Anfang Juni 1965 auf dem Gebiet der antiken Stadt Plotinopolis, des heutigen Didymoticho in Nordostgriechenland, gefunden, als die griechische Armee einen Graben aushob. Sie befand sich in einer Tiefe von 1,6 m und wies nur leichte Beschädigungen auf. Nach der Entdeckung wurde am unteren Rand der Büste ein kleiner Teil abgeschnitten und verkauft, bevor die Büste dann einige Tage später den Behörden übergeben wurde.

## Material und Maße
Die Goldbüste wurde durch einen Toreuten aus einer Scheibe Goldblech getrieben; sie wurde wahrscheinlich zwischen 194 und 196/197 n. Chr. gefertigt. Das Material besteht zu über 96 % aus Gold sowie 2–3 % Silber und 1 % Kupfer; vermutlich wurde das Gold aus eingeschmolzenen Goldmünzen gewonnen, dem noch etwas Silber beigefügt wurde. Die Gesamthöhe der Büste beträgt 28,4 cm, ihre Breite liegt bei 25,5 cm. Die Wandstärke beträgt 1–1,5 mm. Das Gewicht beträgt 980 g (drei römische Pfund). Zum Vergleich des damaligen Wertes und der Kaufkraft: das Gewicht entspricht 135 Aurei mit einem Gewicht von jeweils 7,25 g, wobei im 2. Jahrhundert n. Chr. ein Pferd 16 Aurei kostete und ein Landgut 1300 Aurei.

## Funktion
Alle bekannten Kaiserbüsten aus Edelmetall stellen den jeweiligen Kaiser in Rüstung dar. Als Verwendungszweck dieser Büsten wurde vorgeschlagen, dass sie entweder als Kultbild, als offizielles Bildnis des Kaisers im öffentlichen Bereich, als Besitz eines lokalen Würdenträgers oder aber als Aufsatz eines Feldzeichen (imago militaris) dienten. Aufgrund der Fundsituation lässt sich für die Goldbüste des Septimius Severus keine eindeutige Zuordnung treffen. Die Art der Ausführung legt aber die Vermutung nahe, dass sie als leichtes Objekt geschaffen wurde, das von einer Person transportiert werden konnte.
Möglicherweise war das Innere des Kopfes zur Stabilisierung mit einer leichten, organischen Masse gefüllt; in den Büstenteil war vermutlich ein angepasster und möglicherweise angeklebter Montagebock eingefügt, an dem dann z. B. die Stange eines Feldzeichens oder ein Sockel befestigt werden konnte. Auf der hinteren Innenseite der Büste ist ein Band aus Bronze angelötet; es ist unklar, ob das Bronzeband als Reparatur oder als Verstärkung des Goldblechs für die Befestigung hinzugefügt wurde.